# Carsten Bergemann
Carsten Bergemann (nascido em 24 de janeiro de 1979) é um ciclista de pista alemão, especialista em provas de velocidade. Em 2003, com a equipe de ciclismo alemão, Bergemann foi campeão mundial na velocidade por equipes.
Participou de duas edições dos Jogos Olímpicos, em Atenas 2004 e em Pequim 2008, terminando em oitavo e quinto nos 1000 m contrarrelógio por equipes e keirin, respectivamente.

## Palmarès
| Data                    | Colocação | Evento                 | Competição                              | Local              | País           |
| ----------------------- | --------- | ---------------------- | --------------------------------------- | ------------------ | -------------- |
| 1999                    | 2         | 1 km contrarrelógio    | Campeonato nacional                     | Berlim             | Alemanha       |
| 1999                    | 2         | Velocidade por equipes | Campeonato nacional                     | Berlim             | Alemanha       |
| 17 de junho de 2000     | 2         | Velocidade por equipes | Copa do Mundo                           | Cidade do México   | México         |
| 29 de junho de 2000     | 2         | 1 km contrarrelógio    | Campeonato nacional                     | Hamburgo           | Alemanha       |
| 30 de junho de 2000     | 1         | Velocidade por equipes | Campeonato nacional                     | Hamburgo           | Alemanha       |
| 2 de julho de 2000      | 3         | Keirin                 | Campeonato nacional                     | Hamburgo           | Alemanha       |
| julho de 2001           | 1         | Velocidade por equipes | Campeonato Europeu de Ciclismo em Pista | Fiorenzuola d'Arda | Itália         |
| 25 de maio de 2001      | 3         | 1 km contrarrelógio    | Copa do Mundo                           | Cáli               | Colômbia       |
| 26 de maio de 2001      | 1         | Velocidade por equipes | Copa do Mundo                           | Cáli               | Colômbia       |
| julho de 2001           | 3         | 1 km contrarrelógio    | Campeonato nacional                     | Chemnitz           | Alemanha       |
| 19 de abril de 2002     | 2         | Velocidade por equipes | Copa do Mundo                           | Monterrei          | México         |
| julho de 2002           | 3         | 1 km contrarrelógio    | Campeonato nacional                     | Kaarst             | Alemanha       |
| julho de 2002           | 1         | Velocidade por equipes | Campeonato nacional                     | Kaarst             | Alemanha       |
| julho de 2002           | 3         | Velocidade             | Campeonato nacional                     | Kaarst             | Alemanha       |
| 18 de julho de 2002     | 1         | Velocidade por equipes | Campeonato Europeu de Ciclismo em Pista | Kaarst             | Alemanha       |
| 10 de agosto de 2002    | 3         | Velocidade             | Copa do Mundo                           | Kunming            | China          |
| 27 de setembro de 2002  | 3         | Velocidade por equipes | Campeonato Mundial                      | Ballerup           | Dinamarca      |
| 13 de abril de 2003     | 2         | Velocidade por equipes | Copa do Mundo                           | Cidade do Cabo     | África do Sul  |
| maio de 2003            | 2         | Velocidade por equipes | Campeonato nacional                     |                    | Alemanha       |
| maio de 2003            | 2         | 1 km contrarrelógio    | Campeonato nacional                     |                    | Alemanha       |
| 3 de agosto de 2003     | 1         | Velocidade por equipes | Campeonato Mundial                      | Estugarda          | Alemanha       |
| 2004                    | 1         | 1 km contrarrelógio    | Campeonato mundial                      | Leipzig            | Alemanha       |
| 2004                    | 1         | Velocidade por equipes | Campeonato nacional                     | Leipzig            | Alemanha       |
| 2004                    | 3         | Velocidade             | Campeonato mundial                      | Leipzig            | Alemanha       |
| 23 de fevereiro de 2004 | 3         | 1 km contrarrelógio    | Copa do Mundo                           | Moscou             | Rússia         |
| 15 de fevereiro de 2004 | 1         | Velocidade por equipes | Copa do Mundo                           | Moscou             | Rússia         |
| 12 de dezembro de 2004  | 2         | Velocidade por equipes | Copa do Mundo                           | Los Angeles        | Estados Unidos |
| agosto de 2005          | 2         | Velocidade             | Campeonato nacional                     | Hamburgo           | Alemanha       |
| agosto de 2005          | 2         | Velocidade por equipes | Campeonato nacional                     | Hamburgo           | Alemanha       |
| 19 de agosto de 2005    | 1         | 1 km contrarrelógio    | Campeonato nacional                     | Hamburgo           | Alemanha       |
| 4 de novembro de 2005   | 2         | 1 km time trial        | Copa do Mundo                           | Moscou             | Rússia         |
| 6 de novembro de 2005   | 1         | Velocidade por equipes | Copa do Mundo                           | Moscou             | Rússia         |
| 18 de agosto de 2006    | 3         | 1 km contrarrelógio    | Campeonato nacional                     | Cottbus            | Alemanha       |
| 19 de agosto de 2006    | 2         | Keirin                 | Campeonato nacional                     | Cottbus            | Alemanha       |
| 19 de agosto de 2006    | 1         | Velocidade por equipes | Campeonato nacional                     | Cottbus            | Alemanha       |
| 19 de janeiro de 2007   | 2         | 1 km contrarrelógio    | Copa do Mundo                           | Los Angeles        | Estados Unidos |
| 23 de agosto de 2007    | 2         | Velocidade por equipes | Campeonato nacional                     | Berlim             | Alemanha       |
| 24 de agosto de 2007    | 2         | 1 km contrarrelógio    | Campeonato nacional                     | Berlim             | Alemanha       |
| 26 de agosto de 2007    | 2         | Velocidade             | Campeonato nacional                     | Berlim             | Alemanha       |
| 11 de dezembro de 2008  | 1         | Velocidade por equipes | Copa do Mundo                           | Cáli               | Colômbia       |
| 8 de julho de 2009      | 1         | Velocidade por equipes | Campeonato nacional                     | Erfurt             | Alemanha       |
| 19 de novembro de 2009  | 2         | velocidade por equipes | Copa do Mundo                           | Melbourne          | Austrália      |
| 20 de novembro de 2009  | 1         | Keirin                 | Copa do Mundo                           | Melbourne          | Austrália      |